# Dóra Győrffy
Dóra Győrffy, född den 23 februari 1978 i Budapest, är en ungersk friidrottare som tävlar i höjdhopp.
Győrffy deltog vid Olympiska sommarspelen 2000 men misslyckades att ta sig vidare till finalen. Hon var i final vid både inomhus VM 2001 då hon blev femma och VM 2001 då hon blev sjua. 
Vid inomhus-EM 2002 slutade hon på en delad andra plats tillsammans med Kajsa Bergqvist. Hon var vidare i final vid EM-utomhus 2002 i München där hennes 1,80 bara räckte till en 12:e plats. 
Senaste gången hon var i en mästerskapsfinal var vid VM i Helsingfors 2005 då hon slutade nia med ett hopp på 1,89.

## Personligt rekord
- Höjdhopp - 2,00 meter